# De boden van de dood

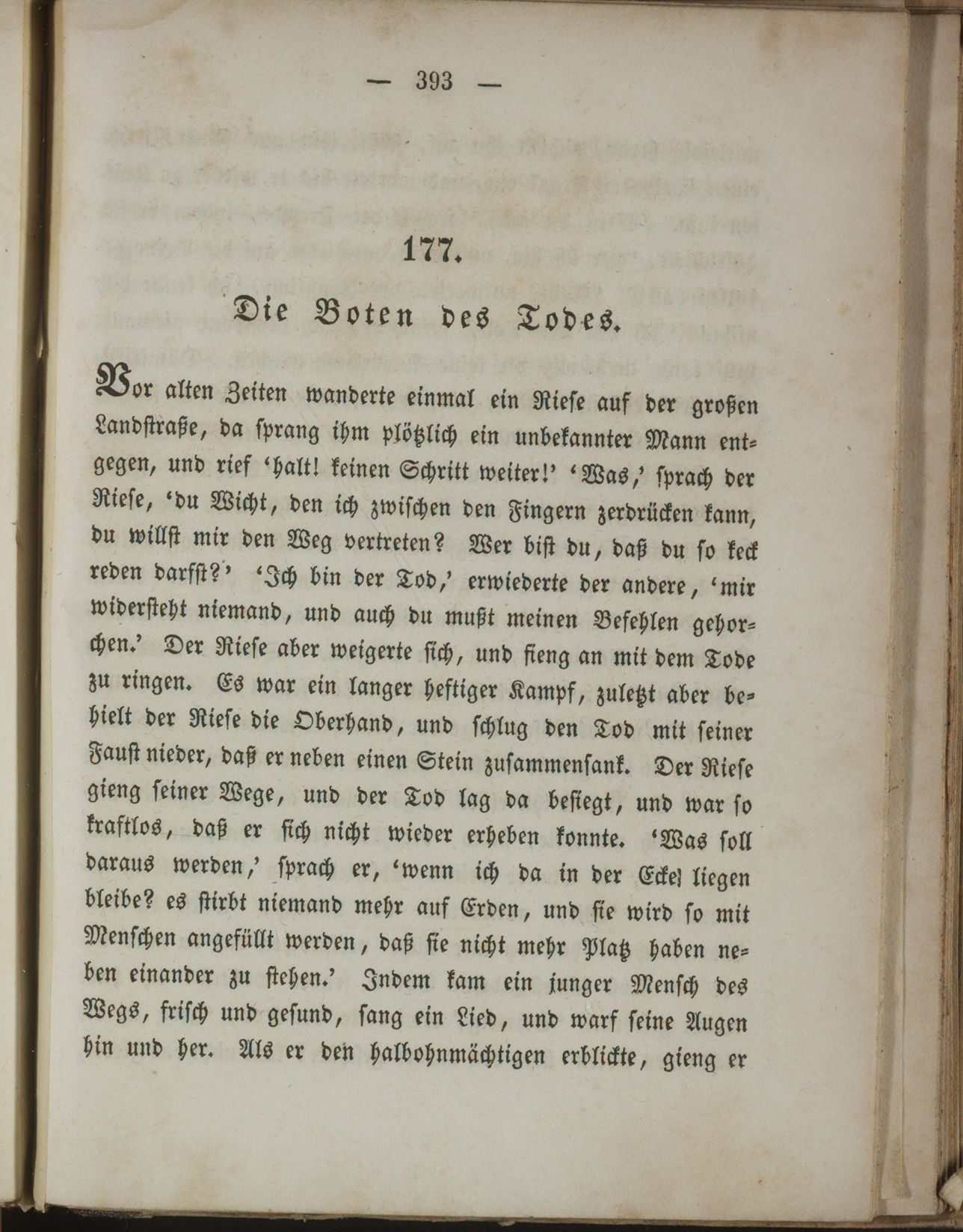
Openingspagina van Die Boten des Todes in het werk van Grimm (1840, dl 2, pag. 393)

De boodschappers van de dood of De boden van de dood is een sprookje uit Kinder- und Hausmärchen met volgnummer KHM177, opgetekend door de gebroeders Grimm. De oorspronkelijke naam is Die Boten des Todes.

## Het verhaal
Een reus wandelt over een straatweg als er ineens een man voor hem springt en hem laat stoppen. De man blijkt de Dood te zijn en de twee gaan een gevecht aan. De reus wint; hij slaat de Dood met een steen neer. De Dood kan hierna niet meer op eigen houtje opstaan en blijft machteloos langs kant van de weg liggen. De Dood maakt zich grote zorgen; als er niemand meer zal sterven, zal de wereld snel overbevolkt raken.
Dan komt er een jongeman langs en ziet de Dood liggen. Hij krijgt medelijden en geeft hem te drinken uit zijn fles. De Dood vertelt aan de jongeman wie hij is en dat hij niemand kan sparen, ook de jongeman niet. Toch wil de Dood niet ondankbaar zijn en daarom belooft hij aan de jongeman als dank eerst zijn boodschappers te sturen voordat hij hem komt halen.
In de daaropvolgende jaren wordt de jongeman geregeld geplaagd door ziekten en pijnen, zowel overdag als 's nachts. Hij is echter niet bang dat hij zal sterven, aangezien de Dood hem eerst zijn boodschappers zal sturen. Hij wordt weer beter. Dan wordt hij op een dag op zijn schouder getikt; het is de Dood die wil dat hij hem volgt. De jongeman zegt dat de Dood zijn woord hiermee breekt; hij zou immers eerst zijn boodschappers sturen. De Dood antwoordt dat hij in het verleden vele boodschappers naar de man heeft gestuurd: de koorts en ziekten, duizeligheid, jicht en kiespijn. En de broer van de Dood, de Slaap, heeft de man al elke nacht aan de Dood herinnerd; de man lag in uitgestrekte houding alsof hij al dood was.
De man weet hierop niets te zeggen, dus hij schikt zich in zijn lot en gaat met de Dood mee.

## Achtergronden bij het sprookje
- Het sprookje is eerder opgenomen in Wendemut (1563) van Hans Wilhelm Kirchhof, maar bestaat al veel langer. Het komt ook voor in middeleeuwse exempels en in de fabels van Aesopus. Mogelijk is het van Indische oorsprong.[bron?]
- De dood komt vaker voor als personage, zoals in De dood als peet (KHM44) en Elckerlijc. (Zie ook Magere Hein.)
- Ook de slaap wordt in dit verhaal als een personage voorgesteld.
- In de Griekse mythologie is Thanatos de dood, met zijn tweelingbroer Hypnos (slaap) leefde hij in de onderwereld.